# Maasmechelen
Maasmechelen là một đô thị nằm bên sông Maas trong tỉnh Limburg. Đô thị Maasmechelen bao gồm các đô thị cũ Mechelen-aan-de-Maas, Vucht, Leut, Meeswijk, Uikhoven, Eisden, Opgrimbie, Boorsem, và Kotem.  

## Đô thị kết nghĩas
- Slovenia: Skofja Loka
- Hà Lan: Stein
- Ý: Ostuni
- Hy Lạp: Triandria
- Đài Loan: Thị trấn Rueifang
- Nam Phi: Tshwane